# Adderbury
Adderbury is een civil parish in het bestuurlijke gebied Cherwell, in het Engelse graafschap Oxfordshire met 2819 inwoners.

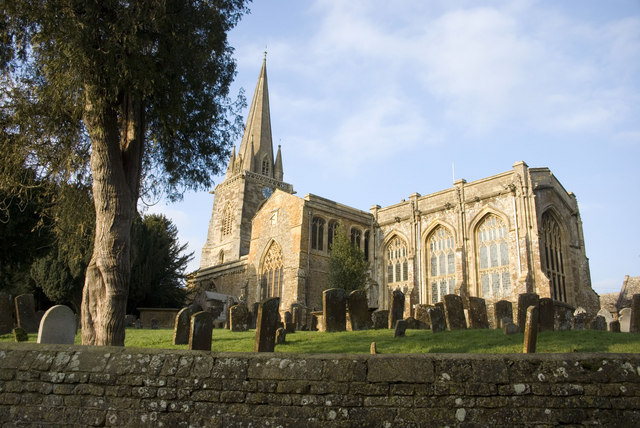
St Mary's Church
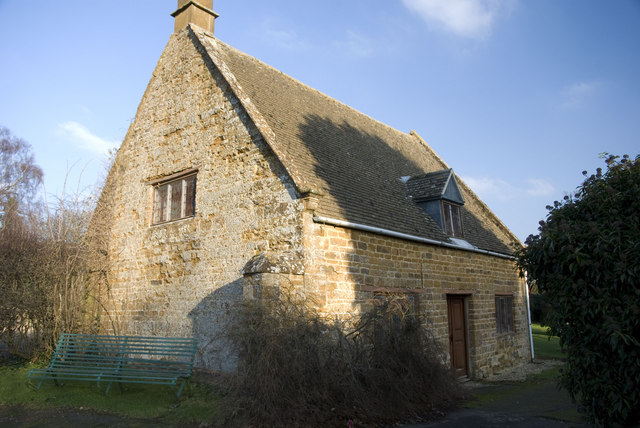
Voormalig Quaker Meeting House
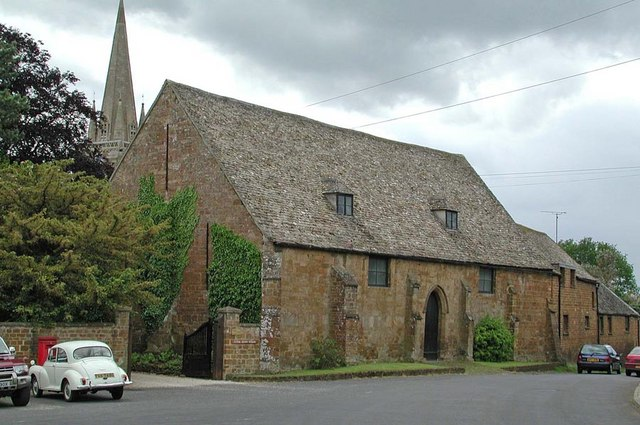
Oxon
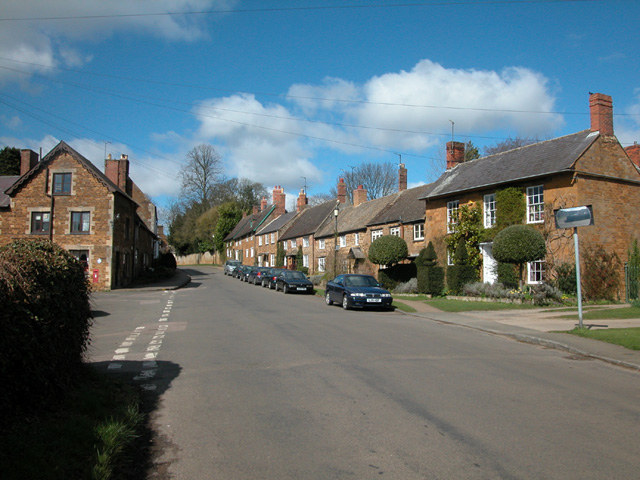
Adderbury